# Xã Towanda, Quận Butler, Kansas
Xã Towanda (tiếng Anh: Towanda Township) là một xã thuộc quận Butler, tiểu bang Kansas, Hoa Kỳ. Năm 2010, dân số của xã này là 2.668 người.